# Eau potable et assainissement au Maroc
Le secteur de l'eau potable et de l'assainissement au Maroc a vu depuis les dernières décennies, une augmentation très importante de l'accès à l'eau. Dans une moindre mesure, l'accès à l'assainissement a également augmenté. La distribution d'eau est déléguée à des opérateurs privés dans quatre villes — Casablanca (Lydec), Rabat/Salé (Redal), Tanger et Tétouan (Amendis) — tandis qu'elle est assurée par des régies municipales dans douze autres villes et par l'Office national de l'eau potable (ONEP) dans 532 petites et moyennes villes. L'ONEP assure également la production d'eau qui est revendue aux régies et opérateurs privés. Elle assure aussi l'assainissement dans une soixantaine de communes.
Les défis restant à relever sont le faible taux de traitement des eaux usées (seulement 20 % des eaux collectées sont traitées), le raccordement à l'eau potable en milieu rural — en particulier concernant l'habitat dispersé — et la maintenance et l’exploitation des systèmes d’eau en milieu rural (dont 20 % ne seraient pas fonctionnels). En 2005, le gouvernement a lancé un « Programme national d’assainissement » (PNA). Il a pour objectif ambitieux de parvenir à 60 % de taux de traitement des eaux collectées et 80 % de taux de raccordement au réseau sanitaire dans les zones urbaines d’ici 2020. Pour ce qui est du raccordement en eau potable dans les quartiers informels des grandes villes, le programme INDH (« Initiative nationale pour le développement humain ») permet de contribuer financièrement aux branchements « sociaux » d’eau et d’assainissement réalisés par les opérateurs dans les grandes villes.

## Ressources en eau
Les ressources en eau du Maroc sont principalement des ressources conventionnelles (eaux de surface et souterraine). Pourtant des ressources en eau non conventionnelles telles que la réutilisation des eaux usées traitées et le dessalement de l'eau de mer se développent de plus en plus.

### Ressources conventionnelles

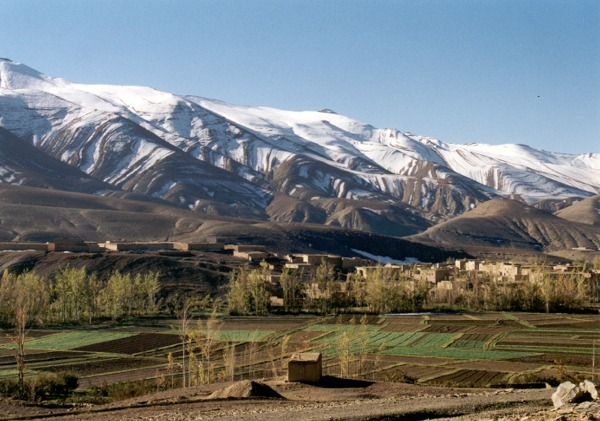
La neige dans les montagnes de l'Atlas, d'où provient la majorité des fleuves du Maroc, constitue un réservoir important d'eau.

Les ressources en eau du Maroc sont, en moyenne, d'environ 22 milliards de mètres cubes par an soit 730 m3 par habitant et par an. Avant les sécheresses des années 1990 et 2000, la ressource en eau était encore estimée à environ 29 milliards de mètres cubes,. Les ressources en eau mobilisables sont de 20 milliards de mètres cubes dont 16 milliards sont des eaux de surface et 4 milliards des eaux souterraines. Le Maroc dispose de 128 grands barrages dont la capacité de stockage est de 17 milliards de mètres cubes, soit plus que le débit annuel de toutes les eaux de surface. En 2004, environ 13,5 milliards de mètres cubes d'eau étaient utilisées, soit environ 67 % de des ressources mobilisables. Les usages de l’eau se répartissent suivant la proportion suivante : 83 % pour l’agriculture et 17 % pour l’industrie et l’eau potable. Ce constat doit être relativisé car les ressources ne sont pas réparties également dans l’espace (le nord du pays étant moins aride), ni dans le temps (les pluies sont concentrées en hiver). La qualité de la ressource est dégradée dans plusieurs bassins, en particulier dans le bassin du Sebou[réf. nécessaire].
Il y a sept grands fleuves au Maroc et de multiples petites rivières. Les sept bassins versants principaux sont le bassin du Loukkos, celui de la Moulouya, du Sebou, du Bouregreg, de l’Oum Er-Rbia, du Tensift et du Souss-Massa. À part le Loukkos, tous ces fleuves prennent leur source dans l’Atlas. Les plus importants transferts d’eau entre bassins sont celui du canal de la Rocade entre l’Oum Er-Rbia et le Tensift près de Marrakech, celui de l’embouchure de l’Oum er-Rbia à Casablanca et celui du Bouregreg entre Rabat -Salé également dont le renforcement fut en cours de préparation en 2010. Sur le long terme, des projets de grands transferts Nord Sud d’environ 2,74 millions de mètres cubes par jour (0,75 milliard de mètres cubes par an) entre le Sebou et le bassin aride du Tensift sont envisagés.
Les usages industriels et domestiques représentaient 2,28 millions de mètres cubes en 2003, desquels 0,7 million de mètres cubes (31 %) sont produits à partir de ressources souterraines et 1,58 million de mètres cubes (69 %) à partir d’eau de surface. Les ressources en eau souterraine sont surexploitées, en particulier dans le Sous-Massa où l’irrigation à l'échelle industrielle domine.
En milieu rural, selon un recensement effectué en 2002, 53 % des systèmes d'alimentation en eau potable étaient alimentés par des puits, 16 % à partir d’ouvrages gérés par l’ONEP ou par les régies de distribution d’eau potable (piquages sur les grandes adductions), 17 % à partir de sources et 8 % à partir de forages. Pour les 6 % restants, l’information disponible ne permettait pas de définir la ressource en eau mobilisée.

### Épuration et réutilisation d’eau usée traitée
Il y a en 2009 plus de 100 stations d’épuration (STEP) principalement dans des petites et moyennes villes de l’intérieur du pays. Seulement 20 % des eaux usées collectées sont traitées. La plus grande STEP du pays est celle de la ville de Tanger avec une capacité de 218 000 m3 par jour. Achevée en octobre 2009 et gérée par le concessionnaire privé Amendis, la station traite les eaux usées à un niveau primaire avant de les rejeter dans l'océan Atlantique. Les STEP gérés par les Régies sont les suivantes, en ordre de grandeur:
- Marrakech, 120 000 m3 par jour, boues activées avec traitement supplémentaire pour une partie de l'eau en vue de sa réutilisation sur un terrain de golf (achevée en 2011);
- Meknes, 96 000 m3 par jour, traitement primaire par lagunage ;
- Agadir, 51 000 m3 par jour, traitement secondaire par décantation anaérobie - infiltration percolation, traitement tertiaire d'une partie des rejets pour la réutilisation ;
- Settat, 17 000 m3 par jour, traitement tertiaire par lagunage ;
- Beni Mellal, 11 000 m3 par jour, traitement secondaire par boues activées ;
- Deroua, 2 000 m3 par jour, traitement primaire par lagunage.

Il existe une STEP à Nador qui est hors service à la suite d'une inondation par la mer. Elle était initialement à la charge d'une régie municipale avant d'être transférée à l'ONEP qui, à son tour, a construit une nouvelle STEP inaugurée en juin 2010. Les performances sont variables : la STEP d’Agadir semble bien fonctionner alors que celle de Beni Mellal serait à l’arrêt. Les plus importantes STEP en cours de construction en 2010 sont :
- Une STEP à Fès. Le financement de cette dernière, initialement prévu dans le cadre de la coopération externe, sera assuré par des banques marocaines[10] ;
- Une STEP à Oujda utilisant le procédé du lagunage aéré et d'une capacité de 40 000 m3 par jour (entamé en 2008). Les eaux épurées seront réutilisées pour l'irrigation d'environ 1 000 ha de terrains agricoles[11].

Parmi les premières STEP au Maroc étaient des stations dans des petites et moyennes villes utilisant diverses technologies. Ces 28 premières STEP ont cessé de fonctionner peu de temps après leur mise en service faute de moyens techniques et financier des communes qui n’ont pas organisé leur exploitation. Cette expérience a conduit en 2000 à la décision de transférer la responsabilité de l’assainissement des communes intermédiaires et rurales à l’opérateur national d’eau potable : l’ONEP. Jusqu'en 2009, l’ONEP a réalisé la construction de 43 STEP, principalement des lagunages mais aussi des boues activées et quelques lits bactériens. Les performances de ces stations sont meilleures que celles des premières stations exploitées par les communes, en partie grâce aux compétences de l’ONEP mais également du fait que les lagunages nécessitent peu de maintenance et aucune source d’énergie.
La réutilisation planifiée des eaux usées traitées est peu usitée au Maroc. Compte tenu de la tension qui existe sur la ressource en eau au Maroc, la réutilisation d’eau usée traitée ne pourra satisfaire qu’une partie de la demande. De plus, il n’existe aujourd’hui aucun cadre institutionnel pour la réutilisation des eaux usées traitées et aucun mécanisme de recouvrement des coûts auprès des usagers. À Marakkech, une partie des eaux usées traitées de la nouvelle STEP sera réutilisé pour l’arrosage de golfs. Le traitement tertiaire et le réseau de distribution d’eau usée traitée seront financés par des investisseurs privés. La régie d’Agadir (RAMSA) réalise un traitement tertiaire de ses eaux usées dont 300 m3 par jour sont déjà vendus à un terrain de golf. Une seconde tranche à partir de la station de Mzar devrait permettre de porter cette réutilisation d’eau usées traitées par les golfs à 3 000 m3 par jour. Redal, l’opérateur d’eau potable et d’assainissement de Rabat Salé a réalisé en 2009 une étude en vue d’irriguer les espaces verts municipaux avec de l’eau usée traitée. D’autres petits projets pilotes de réutilisation d’eau usée traitée ont été entamés depuis les années 1980. Certains d’entre eux ont même été abandonnés. Parmi les projets viables, on peut citer celui de l’irrigation d’un golf à Ben Slimane qui fonctionne depuis 1997 avec une capacité de 5 600 m3 par jour. En 2009, deux projets de réutilisation d’eau usées traitées sont également en cours d'étude à Oujda et Beni Melal. Ils sont financés par le Fonds National pour l’Environnement et prévoient d’adjoindre un traitement tertiaire à des STEP existantes. Le secrétariat d’état à l’eau et l’environnement réalise en 2009/2010 une étude sur ce sujet.

### Dessalement de l'eau de mer
Dans le contexte de raréfaction des ressources en eau, le dessalement de l’eau de mer apparaît comme une alternative intéressante pour le Maroc. Le secrétariat d’État chargé de l’Eau et de l’Environnement a lancé une étude sur ce sujet qui devrait être terminée fin 2009. Cette étude envisagerait, entre autres, sur le long terme des grandes usines de dessalement dans la région de Casablanca avec une capacité de 685 000 m3 par jour. Des projets ponctuels de capacité 70 000 m3 par jour étaient en cours en 2009.
Actuellement le Maroc possède plusieurs stations de dessalement d'eau de mer, avec un objectif ambitieux d'augmenter leur nombre et leur capacité de production dans les années à venir. Actuellement, il y a 12 stations en activité, mais ce nombre devrait atteindre 20 d'ici 2030. La capacité de dessalement annuelle devrait ainsi passer de 216 millions de mètres cubes par an à 1,3 milliard de mètres cubes d’ici 2030, soit environ 50% de la consommation d'eau potable du pays.
Le Maroc a mis en place plusieurs projets de grande envergure pour augmenter sa capacité de dessalement. Par exemple, un projet phare dans la région de Casablanca-Settat prévoit la construction de la plus grande usine de dessalement d’eau de mer d’Afrique. Cette installation, d’une capacité de 300 millions de mètres cubes par an, devrait permettre de sécuriser l’approvisionnement en eau potable pour la région de Casablanca ainsi que pour l’irrigation de 5 000 hectares de terres agricoles. Ce projet est un exemple concret de l’intégration des énergies renouvelables dans les projets de dessalement, l’usine étant alimentée par des sources d’énergie solaire et éolienne.
De plus, plusieurs autres usines sont en construction ou en préparation, notamment sur les côtes méditerranéennes et atlantiques, pour renforcer cette capacité de production. La construction de 16 nouvelles usines entre 2024 et 2045 devrait ajouter une capacité de 1,49 milliard de mètres cubes d’eau dessalée par an,.
La technologie principalement utilisée pour le dessalement est l'osmose inverse, une méthode qui consiste à filtrer l'eau de mer en forçant son passage à travers une membrane semi-perméable, retenant ainsi les sels et les impuretés tout en laissant passer les molécules d'eau pure. Bien que cette technologie exige une quantité importante d'énergie, environ 3,5 kWh par m³ d’eau produite, elle reste la méthode la plus efficace et la plus adaptée pour répondre aux besoins urgents en eau potable du Maroc.
Le Maroc renforce sa stratégie de sécurité hydrique en lançant un vaste programme d’acquisition de 200 stations mobiles de dessalement d’eau de mer, destinées à être opérationnelles d’ici fin 2025. Ces unités, d’une capacité quotidienne de production variant entre 360 et 3.600 mètres cubes, visent à répondre aux besoins en eau potable d’environ trois millions de personnes, principalement en zones rurales. Cette initiative s’inscrit dans une politique nationale de diversification des sources d’approvisionnement en eau, en réponse aux effets du changement climatique et à la raréfaction des ressources hydriques traditionnelles. Avec un coût moyen de 1,3 million de dollars par station, ces dispositifs, faciles à installer et à déplacer, représentent une solution flexible et durable. Actuellement, 40 stations mobiles sont déjà en service, et leur nombre atteindra 240 d’ici la fin de l’année. Le Maroc ambitionne ainsi d’approvisionner près de la moitié de sa population en eau potable par dessalement à l’horizon 2030, en anticipant une sécheresse persistante jusqu’en 2050, avec une baisse estimée des précipitations de 11 % et une hausse des températures de 1,3 °C,.

## Accès à l’eau et l'assainissement
En 2004, selon l'Enquête sur la Population et la Santé Familiale, 82 % de la population marocaine avait accès à une source d’eau améliorée. Plus précisément :
- 60,5 % des Marocains avaient un branchement d’eau potable dans leur habitation ou dans leur jardin.
- 11 % avaient accès à une borne fontaine proche de leur maison.
- 5,6 % avaient accès à un puits protégé.
- 1,5 % des Marocains, principalement dans les zones rurales, collectaient l’eau de pluie comme source principale.
- 7 % collectaient de l’eau de sources.

La moitié de ces sources approvisionnant 3,5 % de la population sont considérées comme protégée par le Programme conjoint OMS/UNICEF de suivi de l'approvisionnement en eau et de l'assainissement (connu par son sigle en anglais comme JMP) qui collecte au niveau mondial les données pour le suivi des Objectifs du Millénaire. L’ensemble de ces données amène un accès à une « source d’eau améliorée » de 82 %.
En conséquence, 18 % de la population n’avait pas accès à une « source d’eau améliorée » en 2004. Ces personnes sont réparties comme suit :
- 1 % utilisent de l’eau issue de camions citernes, à la fois en zone urbaine et rurale, ;
- 7 % utilisent l’eau de puits publics non protégés ;
- 4 % ont des puits non protégés dans leur habitation ou dans leur jardin ;
- 2,5 % prennent de l’eau directement dans les rivières ou les plans d’eau ;
- 3,5 % utilisent l’eau de sources non protégées.

| Accès à l’eau                | Urbain | Rural  | Total  |
| ---------------------------- | ------ | ------ | ------ |
| Robinet dans l’habitation    | 82,6 % | 18,1 % | 58,3 % |
| Robinet dans le jardin       | 2,6 %  | 1,7 %  | 2,2 %  |
| Eau en bouteille             | 0,6 %  | 0,3 %  | 0,5 %  |
| Borne Fontaine               | 10,8 % | 11 %   | 10,9 % |
| Puits protégés               | 0,8 %  | 13,5 % | 5,6 %  |
| Puits ouverts                | 1 %    | 26,6 % | 10,7 % |
| Sources                      | 0,9 %  | 17,2 % | 7,1 %  |
| Rivières ou ruisseaux        | 0,0 %  | 5,4 %  | 2,0 %  |
| Lacs, réservoirs de barrages | 0,0 %  | 0,3 %  | 0,1 %  |
| Eau de pluie                 | 0,0 %  | 4,0 %  | 1,5 %  |
| Camion citernes              | 0,6 %  | 1,5 %  | 0,9 %  |
| Autre                        | 0,1 %  | 0,4 %  | 0,2 %  |
| Total                        | 100 %  | 100 %  | 100 %  |

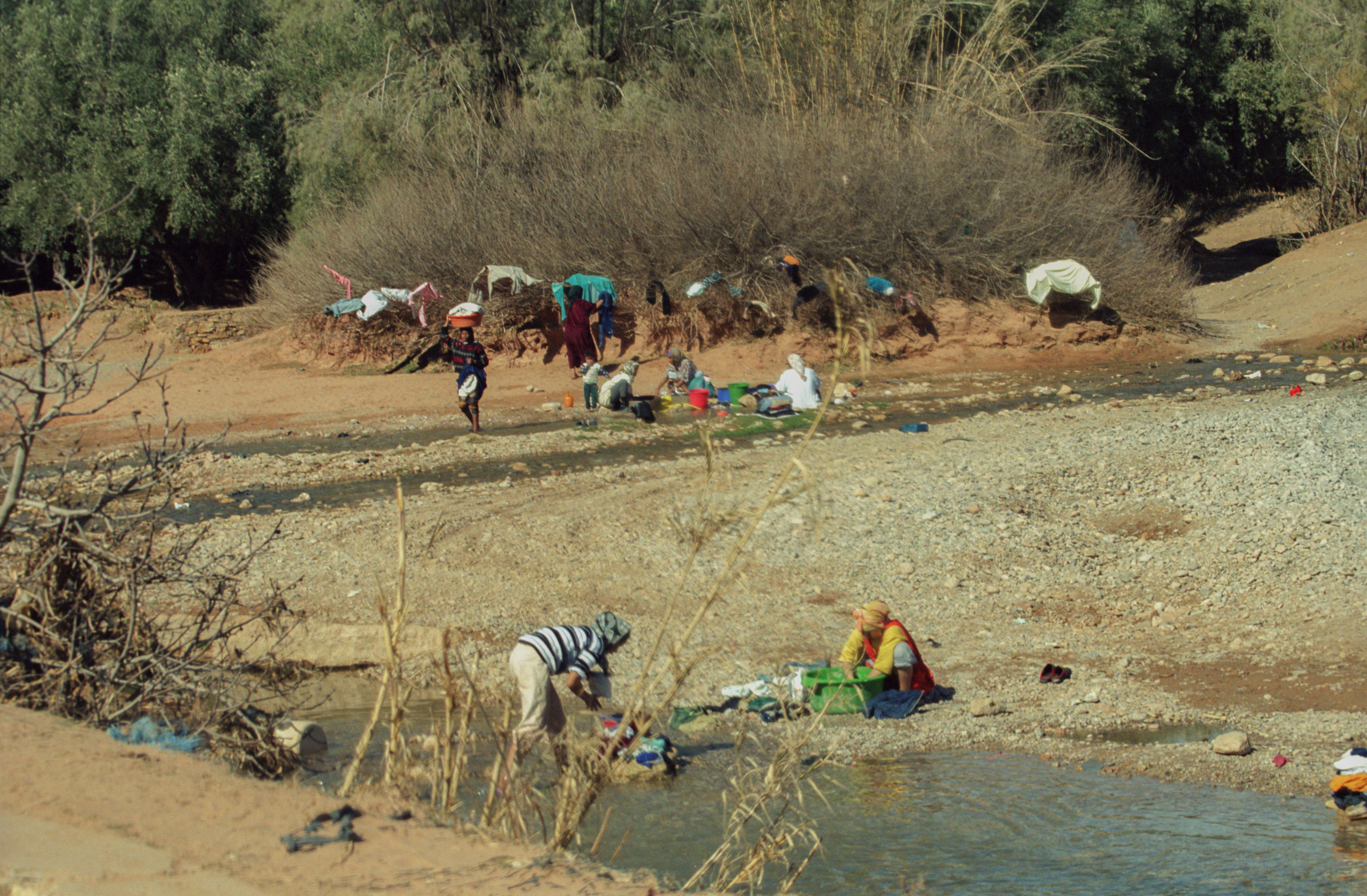
Dans les zones rurales, les femmes lavent le linge dans les rivières comme ici dans le Dades. Avec l’accroissement de l’accès à l’eau potable, cette pratique a régressé.

Pour ce qui est de l’assainissement, 93 % de la population urbaine et 57 % de la population rurale avait accès à un « assainissement amélioré » (improved sanitation) en 2004. En milieu urbain 79 % de la population était branchée à un réseau d'égout. 40 % de la population rurale déféquait en plein air. Les populations les plus pauvres sont les plus concernées par cette lacune : une étude de la banque mondiale indique en 2004 que « l’assainissement est totalement absent des quartiers périurbains des villes intermédiaires. Les quartiers informels des grandes villes sont aussi privées d’assainissement, renforçant ainsi les risques pour la santé de cette population déjà exposée par sa pauvreté ».

## Qualité de service
L'alimentation en eau est continue dans presque toutes les moyennes et grandes villes du pays. Pourtant, il y a des exceptions. Par exemple, à Meknès l'eau est souvent disponible que pendant deux heures par jour, parce qu'à chaque fois qu’il pleut l’eau potable de deux sources se mêle aux eaux pluviales et ressort rougeâtre des robinets. La Régie d'Eau de la ville coupe donc l'eau pour la laisser reposer. Les habitants de Laâyoune ne reçoivent l’eau du robinet que pendant trois ou quatre heures par jour, les ressources en eau provenant d'une station de dessalement de l'eau de mer et des puits de Foum el Oued étant insuffisantes. Pour pallier la situation, les habitants stockent de l’eau dans leur domiciles ou ont recours aux « metfyat » (réservoirs traditionnels et couverts) pour récupérer les eaux pluviales.

## Historique et évènements récents

### Opérateurs privés et protectorat
Pendant le protectorat français, à partir de 1912, la distribution d’eau et l’assainissement des grandes villes a été confié à un opérateur privé : la Société Marocaine de Distribution d'eau, de gaz et d'électricité (SMD) dans le cadre de concessions. SMD, une entreprise du groupe Lyonnaise des eaux, alimentait les villes de Casablanca, Rabat, Salé, Tanger et Meknes. Depuis 1950, SMD a aussi géré un projet de transfert important : l’alimentation de Casablanca depuis le bassin de Oum Errabia La production d’eau en gros vers d’autres villes qui n’étaient pas en mesure de s’alimenter à partir de ressources locales était prise en charge par une entreprise nationale : la Régie d'exploitation industrielle du protectorat (REIP) créée au début des années 1930. Les bases de l’organisation du secteur de l’eau au Maroc : concessions dans les grandes villes et opérateur national de production d’eau étaient d’ores et déjà posées à l’époque du protectorat.

### Indépendance et expansion de l'infrastructure par l'Etat
Après l’indépendance en 1956, la distribution d’eau a été municipalisée et confiée à des Régies municipales ou directement aux municipalités. Seul le transfert d’eau depuis Oum Errabia vers Casablanca est resté aux mains de la SMD. La production d’eau en gros a été confiée à un nouvel opérateur national créé en 1972, l’Office national de l'eau potable (ONEP). Après la création de l'ONEP, d'importantes infrastructures ont été construites et l'accès à l'eau potable a augmenté de manière significative. Parmi les projets d'infrastructure les plus importants se trouvent trois stations de traitement d'eau potable sur le fleuve Bouregreg et les adductions associées pour alimenter Casablanca et Rabat — alors en pleine croissance — en eau potable.

### Nouvelle loi sur l’eau et programme rural d’accès (1995)
En 1995, le gouvernement a lancé le PAGER (Programme d’approvisionnement groupé en eau potable des populations rurales) pour relever le défi de l’amélioration de l’accès à l’eau des populations rurales. La même année, une nouvelle Loi sur l’eau (Loi 10-95) a été votée. Son objectif était de modifier la gestion de la ressource en eau en ajoutant à l'augmentation de l'offre (via des barrages, transferts, etc.) une politique de gestion de la demande et de protection de la ressource. Elle a été précurseur des mesures visant à améliorer l’efficacité des usages de l’eau, de meilleures allocations de la ressource et la protection de la qualité de l’eau à travers l’application du principe « pollueur-payeur ». La loi sur l’eau a aussi été la base légale de la création des Agences de Bassin Hydrauliques (ABH) qui ont été inspirés, par les Agences de l'Eau de France et d'Espagne. En 1996, l’agence d’Oum Er-Rbia a été la première Agence de Bassin Hydraulique créée au Maroc. En 2000, six autres agences ont été créées. Leur mise en place efficace reste néanmoins très lente puisque 15 ans après leur création elles ne sont toujours pas pleinement opérationnelles. Cependant, en 2009 deux autres ABH ont été créés, de sorte que le territoire national entier est couvert par les ABH,.

### Les années 1990 et la délégation de service public d’eau potable
Les performances de la régie des eaux de Casablanca n’étant pas jugées satisfaisante, le gouvernement décida dans le milieu des années 1990 d’amener une entreprise privée dans la gestion de l’eau, l’assainissement et l’électricité de Casablanca. L'entreprise Lydec, filiale de Lyonnaise des Eaux (aujourd’hui Suez), a obtenu par entente directe la concession de l'eau, de l'assainissement et de l'électricité de Casablanca en 1997 pour une durée de 30 ans. Cette concession a ouvert la voie à d’autres à Rabat-Salé, Tanger et Tetouan. La concession de Rabat-Salé a été attribuée à Redal, filiale de Véolia Environnement en 1998, celle de Tanger et Tétouan à Amendis, également filiale de Véolia Environnement en 2002, par voie d'appel d'offres.
En 2000, la concession de 50 ans à SMD, filiale de Suez Environnement, pour le transfert d’eau en gros de Casablanca a été renouvelée.

### Programme national d’assainissement
En 2000, les statuts de l’ONEP ont été amendés pour y inclure la compétence assainissement (collecte et épuration). Au même moment la redevance d’assainissement a été introduite. Pourtant, elle a été fixée à un niveau bas (moins de 1 dirham par mètre cube), loin de ce qui serait nécessaire pour le recouvrement des coûts[réf. nécessaire]. En 2005 cette politique a été renforcée par le Programme national d'assainissement - PNA.

### Regroupement ONEP-ONE
À l’occasion du remaniement ministériel de 2007, le ministère de l’eau et de l’environnement et le ministère de l’énergie et des mines ont été fusionnés, un secrétariat d’État restant chargé de l’eau et l’environnement. Le ministère de l’eau et de l’environnement avait été créé en 2002 en regroupant des compétences qui se trouvaient à l'époque au sein du ministère de l'équipement et du ministère de l'environnement.
En 2009 le Cabinet des Ministres a approuvé le projet de loi 40 09 visant à un regroupement stratégique entre l’ONEP et l’opérateur national d’électricité : l’ONE. L’objectif est de faire profiter les zones rurales et intermédiaires des économies d’échelle dont bénéficient déjà les concessions et nombre de régies. D’après les médias, la loi prévoit la création d’un opérateur public régional chargé de l’eau, l’assainissement et l’électricité à la fois dans les zones rurales et urbaines, aboutissant ainsi à la création de 8 opérateurs régionaux. Le schéma s’inspire de propositions de réformes issues de plusieurs études dont l’une était portée par le ministère de l’intérieur en 2004. En novembre 2010 la Chambre des conseillers a approuvé la loi.

## Points remarquables
Parmi les nombreux travaux engagés au Maroc dans le domaine de l’eau et de l’assainissement ces dix dernières années, le PAGER a été reconnu par les nations unies comme un projet de référence. D’autre part l’approche innovante de l’aide base sur les résultats (en:output-based aid) pour l’eau potable et l'assainissement a été testée au Maroc.

## La Lydec (Lyonnaise des eaux de Casablanca)
La Lydec a posé un plan d'action en assainissement pour la problématique de débordements des eaux usées sur les voies publiques causant les mauvaises odeurs.
1.  Les débordements des eaux usées sur la voie publique et son plan d'actions :
La Lydec demande aux chefs de services de l'assainissement de faire un rapport de synthèse (inspection sur terrain par camera + diagnostic des canaux des eaux usées) pour distinguer les rues qui ont des problèmes de débordements sur les voies publiques.
Pour cela ils posent un plan d’actions pour réduire cette anomalie :
- Opter pour des plannings ciblés, des travaux de synthèse des réclamations fondées d’assainissement enregistrées.
- Impliquer l'autorité pour l'assistance de Lydec dans ses campagnes des travaux de curage manuel ou curage hydraulique qui décollent du rapport hydraulique des ouvrages d'égouts sis zones à marchés ambulants et accès difficiles.
- Prioriser le passage de la caméra ombilicale ou hydro-zoom, suivi éventuellement des travaux de renouvellement des branchements après la 2e intervention non réussie des exploitants (mini–cureuse, équipe de dépannage / équipe de maintenance ; cas des interventions récurrentes).
- Augmenter l'enveloppe budgétaire annuelle relative au renouvellement des réseaux d’assainissement  objet de dysfonctionnements d’écoulement.

2. Problématique des mauvaises odeurs et son plan d’actions :
Les mauvaises odeurs parmi les anomalies du réseau d’assainissement de la ville de CASABLANCA, ces odeurs se localisent sur le trajet de Casa Tram, les grands collecteurs des eaux usées et sur les stations de refoulements.
a. la cause des mauvais odeurs sur le Trajet Casa Tram :
Lors des travaux de Casa Tram, des modifications ont été effectués sur le réseau d’assainissement, des nouveaux ouvrages ont été créés, mais l’étude a manqué la présence des appareils siphoïdes[réf. nécessaire], ce qui provoque le dégagement des mauvaises odeurs.
b. la cause dans les Grands collecteurs des eaux usées :
Les collecteurs ont un diamètre grand  (ɸ>800mm) les eaux usées coulent avec une grande vitesse, cela provoque des frottements sur la paroi du collecteur, il en résulte des mauvaises odeurs depuis les ouvrages à côté, surtout ceux qui ne sont pas équipés des appareils siphoïdes.
c. la cause dans les Stations de refoulements :
Les stations de refoulement écoule les eaux usées avec une pompe à mercure  lorsque ces eaux n’arrivent pas a se découler gravitairement, la pompe de la station démarre lors de la présence d’un certain débit, le temps nécessaire pour le stockage de ce débit est appelé le temps de séjour, ce temps provoque la stagnation des eaux usées et donc le dégagement des mauvaises odeurs.
3. Plan d’action :
- Mise en place des cadres + appareils siphoïdes
  - La société Casa Tram en coopération avec la Lydec va poser des appareils siphoïdes aux itinéraires Tramway.
- Chasse d'eau
  - Coordonner avec la Direction Exploitation Eau – Assainissement une tournée des grands collecteurs & stations de refoulement engendrant des odeurs et prendre les mesures correctives qui s’imposent[35].

### L'approvisionnement en eau dans les zones rurales: PAGER
En 2004 le Programme d’approvisionnement groupé en eau potable des populations rurales (PAGER) a reçu un prix des Nations unies, le United Nations Public Service Awards, dans la catégorie amélioration des performances des services publics. Grâce à ce programme entamé en 1995, le taux d’accès à l’eau potable en milieu rural au Maroc a augmenté considérablement.

### Aide basée sur les résultats (Output Based Aid - OBA)
En 2007 les concessionnaires de Casablanca, Tanger et Tétouan ainsi que la régie de Meknès ont commencé à développer des projets pilotes d’accès à l’eau et à l’assainissement selon l'approche « aide basée sur les résultats » (en:output-based aid). L’objectif était de raccorder 11 300 habitations des quartiers pauvres, périphériques et souvent informels à l’eau et l’assainissement. Ces projets pilotes sont lies à l’Initiative nationale pour le développement humain (INDH) et financés par une subvention de 7 millions de USD de la part du Global Partnership for Output-Based Aid (GPOBA) de la banque mondiale. Pour la première fois GPOBA, qui accompagne plutôt des partenaires privés, a apporté une subvention à un grand opérateur public, la régie de Meknès. La subvention par branchement était de 35 %. Les opérateurs ont aussi développé des campagnes de sensibilisation à l’assainissement entre autres sur les marchés. Les investissements sont pré-financés par le concessionnaire ou l’opérateur public qui sont remboursés par le GPOBA une fois que la vérification de la réalité et du fonctionnement du branchement ont été réalises.
L'ONEP utilise également l'approche OBA dans le cadre d'un partenariat public-privé dans la région de Sidi Kacem. Dans cette petite ville et dans les villages autour de la ville l'ONEP encourait des pertes et a délégué la gestion du service de l'eau pour 10 ans à une entreprise privée qui gère le réseau et facture les usagers. L'entreprise reçoit une subvention sur résultat uniquement pendant les cinq premières années sur la base des critères suivants: nouveau branchements, mètres linéaires de réseaux posés dans des villages qui ne disposaient pas de réseau antérieurement et le volume d'eau vendu. Le contrat fut attribué par appel d'offres sur la base de la moindre subvention sollicitée par l'entreprise gagnante,. Le marché fut attribué en 2010 à l'entreprise marocaine des travaux Sotradema, une entreprise spécialisée dans la construction des adductions d'eau potable et la détection des fuites.

## Les acteurs du secteur de l’eau au Maroc
Les acteurs clés de la politique de l’eau au Maroc sont le secrétariat d'État de l'eau et de l'environnement (SEEE) du ministère le l’énergie, des mines, de l’environnement et de l’eau ainsi que le ministère de l’intérieur en tant que tutelle des communes. Au niveau opérationnel, les responsabilités sont réparties entre 3 exploitants privés, 12 régies municipales et l’ONEP. En plus de ces institutions, 9 agences de bassin hydraulique (ABH) sous la tutelle de la SEEE sont chargés de la gestion de la ressource.
De manière générale, le secteur est régi par un cadre institutionnel fragmenté qui, d’après un rapport de la Banque mondiale de 2004 « a entravé la création d’une vision large et complète du secteur et l’établissement de politiques cohérentes ».

### Politique et régulation
En principe, la plus haute autorité du secteur est le Conseil supérieur de l'eau et du climat qui est sous la responsabilité du Premier ministre et sous l’honorable présidence du roi. Il a été créé en 1996, en remplacement d'un Haut Conseil de l'eau qui datait de 1981. Il est constitué de représentants de tous les ministères impliqués dans la politique de l’eau, de représentants des gouverneurs régionaux et d’associations. Bien qu’il doive se réunir chaque année, la dernière réunion du conseil date de 2001.
Au sein du gouvernement, les responsabilités pour la politique d’alimentation en eau et d’assainissement sont partagées entre différents ministères. Le ministère de l'énergie, des mines, de l'eau et de l'environnement est chargé de la gestion de la ressource en eau et des barrages alors que le ministère de l’intérieur, à travers sa direction des régies et services concédés, est chargé de la tutelle des régies et concessions. Enfin, la Direction de l’Eau et de l’Assainissement (DEA) du même ministère assiste les communes dans le domaine de l’eau et de l’assainissement et joue un rôle important dans la planification des infrastructures d’eau et d’assainissement.
Certaines responsabilités du secteur sont dans les mains d’autres ministères. Le ministère de la santé publique (MSP) est chargé des normes d’eau potable. Le ministère des finances suit les aspects fiscaux des opérateurs publics et des contrats de concessions et une commission inter-ministérielle, présidée par le ministère des affaires économiques et générales, approuve ou refuse les augmentations des tarifs de l’eau et de l’assainissement demandées par les opérateurs.

### Gestion de la ressource en eau

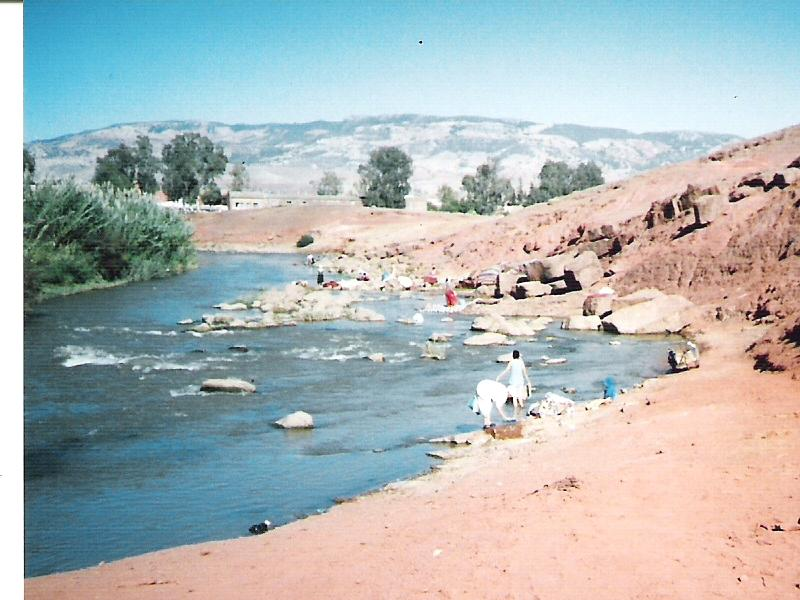
l’Oum Er-Rbia situé au centre du Maroc est le plus grand fleuve du Pays. Bien qu’il soit une source d’eau privilégiée pour l’irrigation, il est aussi la source d’approvisionnement en eau potable de la plus grande ville, Casablanca

Neuf agences de bassin hydrauliques (ABH) sont responsables de la gestion de la ressource en eau. Ces agences ont de nombreuses responsabilités. Elles autorisent ou non les prélèvements et les rejets dans le milieu naturel entre autres via le Plan directeur d’aménagement intégré des ressources en eau (PDAIRE). Elles doivent aussi collecter les taxes pour prélèvements et rejets. Elles devraient aussi distribuer des subventions pour les projets de dépollution et de préservation de la ressource. Enfin elles doivent suivre la qualité des ressources en eau tant souterraines que de surface et leur évolution. Elles couvrent les bassins suivants : Sebou, Moulouya, Oum er-Rbia, Bou Regreg, Tensift, Loukkos, le Souss-Massa-Draâ, le Guir-Ziz-Rheris et le Sakia-El-Hamra et Oued-Eddahab, Malheureusement les moyens affectés aux agences de bassin sont largement insuffisant pour leur permettre d’assurer leurs fonctions[réf. nécessaire].

### Exploitation du service
Il y a 4 catégories d’opérateurs au Maroc :
1. les concessionnaires (38 % de la population urbaine) ;
2. les régies (31 %) ;
3. l’opérateur national ONEP (28 %) ;
4. les communes qui exploitent leurs réseaux en régie directe (3 %).

D’après la Charte Communale de 1976, modifiée en 2002 puis en 2008, les services publics comme l’eau, l’assainissement et l’électricité sont de la compétence des communes. Il y a 1 547 communes au Maroc, dont 249 urbaines et 1 298 rurales. Les communes ont souvent délégué la gestion de leur service à des concessionnaires ou à l’ONEP. Certaines villes disposent de régies municipales chargées du service. L’assainissement dans les petits et moyens centres est souvent encore géré directement par les communes qui n’ont pas toujours les compétences ni les moyens d’assurer un service performant. Ces communes délèguent la gestion de l’assainissement à l’ONEP au fur et à mesure de l'avancement du programme national d’assainissement. En milieu rural, les associations d'usagers jouent un rôle important dans l'exploitation des systèmes d'eau potable autonomes[réf. nécessaire].
L’amendement de 2008 de la Charte Communale permet aux communes de se regrouper pour transférer la compétence eau et assainissement à un groupement d'agglomérations urbaines.

#### Concessions

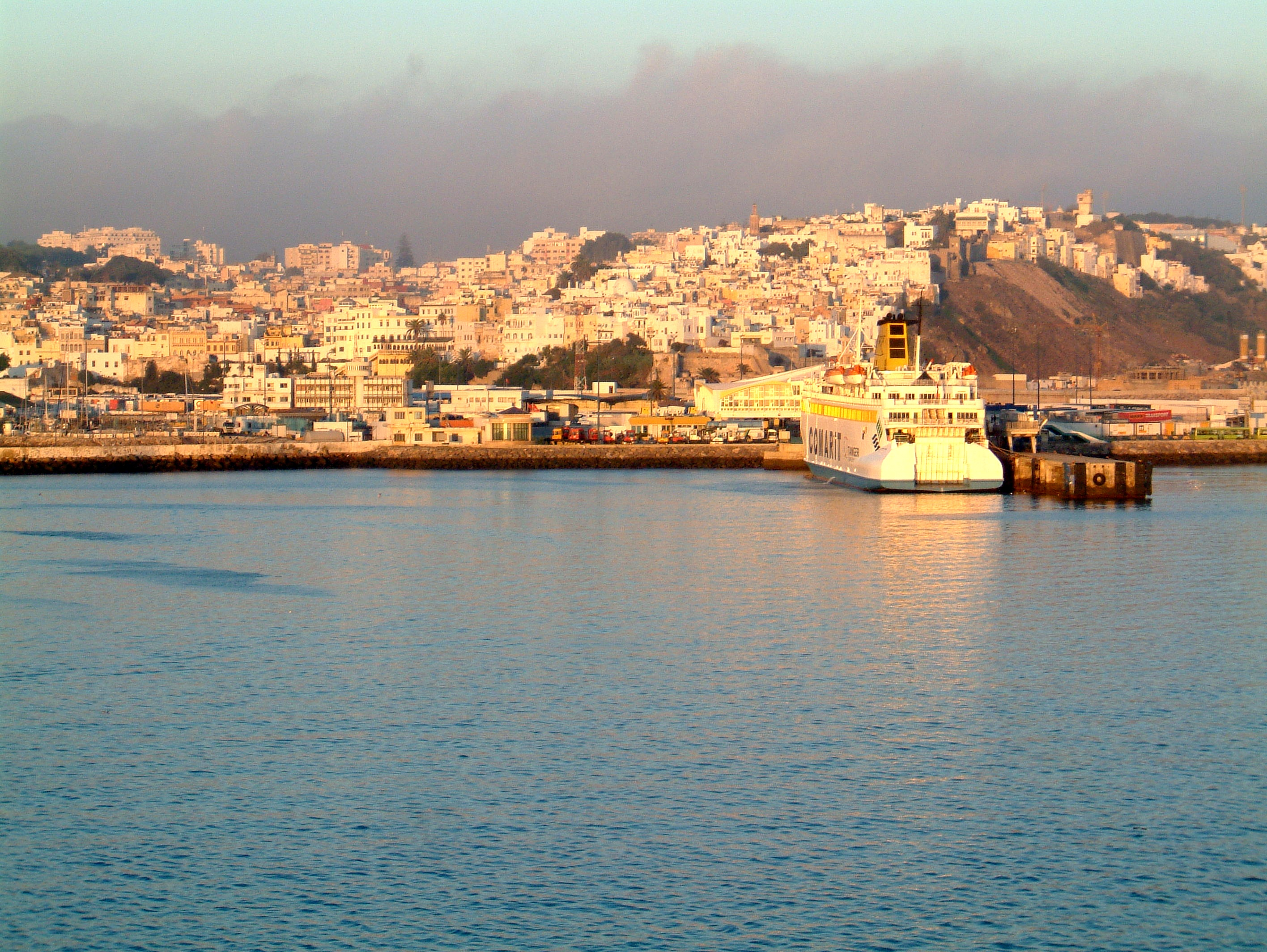
La distribution d’eau et l’assainissement de Tanger, au bord du détroit de Gibraltar, est gérée par Amendis, une filiale du groupe français Veolia Environnement.

Des concessionnaires privés sont chargés de la distribution d’eau et de l’assainissement de Casablanca, Rabat, Tanger et Tetouan. Lydec, concessionnaire de Casablanca est une filiale de Suez Environnement (51 %), de la compagnie d’assurance marocaine RMA Watanya (15 %) et du fonds d’investissement marocain FIPAR-Holding (19,75 %)[réf. nécessaire]. De plus, 14,25 % des actions sont échangés à la bourse de Casablanca depuis 2005. Amendis, le concessionnaire de Tanger et Tétouan, ainsi que Redal, le concessionnaire de Rabat Salé, sont des filiales de Veolia Environnement. Un quatrième concessionnaire exploite les transferts d’eau vers Casablanca.

#### Régies autonomes

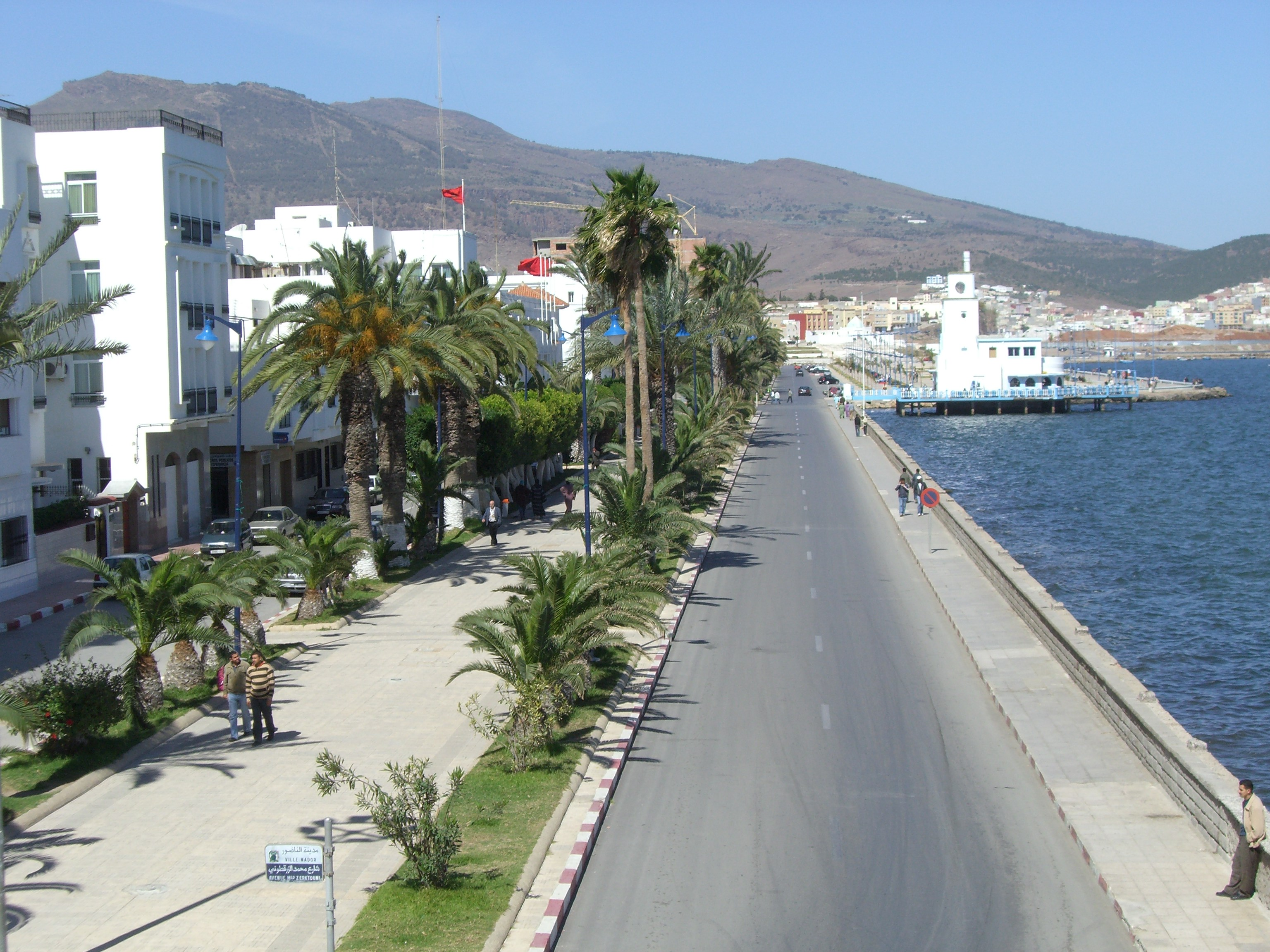
La distribution d’eau et l’assainissement de la ville méditerranéenne de Nador a été transférée à l’ONEP après que la régie municipale ait montré son incapacité à assainir la lagune de Nador.

Douze régies autonomes spécialisées et publiques gèrent la distribution d'eau potable dans 12 villes du Maroc : à Fès (RADEEF), Marrakech (RADEEMA), Meknès (RADEEM), Kénitra (RAK), Safi (RADEES), El Jadida (RADEEJ) et Larache (RADEEL), à Agadir (RAMSA), Tadla et Béni-Mellal (RADEET), Oujda (RADEEO),  Chaouia-Settat (RADEEC) et Taza (RADEETA).
Les régies appartiennent généralement à plusieurs communes limitrophes (régies intercommunales). La régie autonome de distribution de l’eau et de l’électricité de Nador (RADEEN) a été reprise par l’ONEP en 2007 en raison de son incapacité à assainir la lagune[réf. nécessaire].

#### L’Office national de l’eau potable
L’office national de l'eau potable (ONEP) est chargé de la planification de l'approvisionnement en eau potable à l’échelle nationale et de la production de l'eau potable (traitement et grandes adductions). En 2008 il assurait également la distribution de l'eau potable dans 532 petits et moyens centres, ainsi que l’assainissement dans 65 centres, toujours pour le compte des collectivités locales. Ce dernier chiffre devrait monter à 191 centres en 2017[réf. nécessaire]. L'ONEP produit 80 % de l’eau potable du Maroc. Elle la vend aux régies et aux concessionnaires pour un prix fixé par l'État, ou bien la vend directement aux usagers dans les centres où il assure la distribution de l'eau. L'ONEP fournit aussi de l'eau potable à un tiers de la population rurale qui a accès à une source améliorée d'eau. Les systèmes ruraux gérés par l'ONEP sont des systèmes situés en proximité des lignes d'adduction d'eau potable de l'ONEP et qui sont alimentés par piquage sur ces derniers.

#### Régies directes
40 communes assurent directement la distribution d’eau potable à 3 % de la population urbaine (Régies directes) à travers des services municipaux non spécialisés. En 2003, 280 communes assuraient également directement la gestion de leur assainissement. En outre, 18 % des systèmes d'alimentation en eau potable en milieu rural sont gérés directement par les communes.

#### Associations d'usagers
Les associations d'usagers sont le mode de gestion le plus répandu pour les systèmes d'alimentation en eau potable (SAEP) en milieu rural. Parmi les plus de 11 000 SAEP au Maroc, environ 41 % sont gérés directement par des associations d'usagers d'après une enquête nationale effectuée en 2004 et 2005. Les associations d'usagers sont élus par la population en assemblée générale. Ils assurent le fonctionnement technique des systèmes par le biais d'un agent d'exploitation embauché par l'association. Ils facturent aussi les usagers, collectent les recettes et gèrent leurs propres comptes bancaires, y inclus un fonds d'entretien et de renouvellement.
13 % des SAEP sont administrées par des gardiens gérants qui s'occupent de bornes-fontaines alimentées en eau par des piquages sur les adductions de l'ONEP. Les autres modes de gestion des SAEP se font par la commune rurale en régie directe (18 %), directement par l'ONEP (6 %), par « les populations » (5 %) et des modes de gestion non-spécifiées (17 %).

### Association marocaine de l'eau potable et de l'assainissement
L' Association marocaine de l'eau potable et de l'assainissement (AMEPA) est une association créée en 1997 pour relever les défis et défendre les intérêts du secteur de l'eau au Maroc. Elle organise des séminaires et congrès nationaux et internationaux au Maroc. Ses membres participent également à des conférences internationales en dehors du Maroc. En 2009 elle avait 120 membres dont des exploitants, des entreprises de travaux, des bureaux d'études et des professionnels individuels. Ali Fassi-Fihri, Président-Directeur Général de l'ONEP, est le Président de l'AMEPA.

## Aspects financiers

### Prix de l’eau
Le système de tarification de l’eau au Maroc est complexe avec des prix différents à chaque étape du cycle : taxe de prélèvement, prix de vente en gros, prix de vente au détail, redevance assainissement, etc.. Le prix de l’eau facturé au consommateur final en milieu urbain dépend ensuite de la ville, de la quantité consommée (tarification par tranche) et de l’usage (domestique, public, commercial, industriel, etc.). Selon que l’opérateur soit privé ou public, les mécanismes de révision tarifaire sont variables. De manière générale le niveau de prix est comparable à d’autres pays d’Afrique du Nord ou du Moyen Orient et ne permet pas le recouvrement du coût complet du service[réf. nécessaire].

#### Redevance de prélèvement et de rejet vers le milieu naturel
L’ONEP et les régies doivent payer des redevances de prélèvement et de rejet vers le milieu naturel aux agences de bassin hydrauliques. Ces redevances ont été introduites par la loi sur l’eau de 1995. Leur niveau est faible et ne permet pas aux agences de bassin de couvrir leurs propres coûts administratifs sans parler des subventions qu’elles devraient apporter aux financements des investissements de dépollutions prévues par la loi[réf. nécessaire]. Depuis leur mise en place, le niveau des redevances prélèvement n’a pas été revu ce qui implique que la valeur réelle de la redevance diminue.

#### Prix de vente en gros et surtaxes
L’ONEP facture la livraison d’eau en gros aux concessionnaires et aux régies. Le prix de vente de l’eau en gros diffère d’une ville à l’autre en fonction des coûts de production de l’eau et d'autres facteurs. Par exemple les tarifs de vente en gros de l’eau à Casablanca, où le producteur est privé, sont deux fois plus élevés que ceux de la ville voisine de Settat où l'exploitant est une Régie publique. Une taxe spéciale de 5 % est appliquée au ventes d’eau en gros pour financer le programme rural PAGER ainsi qu’une autre surtaxe qui sert à financer l’approvisionnement des petites villes.

#### Prix de vente au détail
La même structure tarifaire existe pour toutes les villes du Maroc, même si le niveau tarifaire varie. Les tarifs d’eau et d’assainissement sont croissants par tranche de consommation. Le tarif résidentiel a 4 tranches. La première tranche s’applique jusqu’à 6 m3 par mois et la plus élevée est supérieure à 40 m3 par mois. Le niveau de prix de chaque tranche varie d’un exploitant à l’autre. L'eau des fontaines qui sont répandues dans les quartiers populaires et les médinas est fournie gratuitement. Dans quelque cas, les bornes fontaines sont gérées par un gardien / gérant qui facture les usagers. D'après un rapport de la Banque mondiale, les bornes fontaines gratuites sont pro-pauvres. Les exploitants sont pourtant favorables à la promotion des branchements privés pour assurer leurs revenus. Le nombre de fontaines publiques gratuites est en diminution.
Les tarifs d’eau et d’assainissement en milieu urbain ont été indirectement augmentés en 2006 lors du passage de la première tranche de 8 m3 à 6 m3[réf. nécessaire]. Le prix appliqué à la consommation de chaque tranche est, quant à lui, resté inchangé. Ce changement correspondrait à une augmentation moyenne de la facture de 11 %.
Le prix de l’eau moyen en milieu urbain varie de 3,20 dirhams par mètre cube (0,29 USD) à Meknes et 7,18 dirhams par mètre cube (0,66 USD) à Casablanca. Le prix moyen de l’assainissement varie de 0,59 dirham par mètre cube (0,05 USD) à Oujda à 1,64 dirham par mètre cube (0,15 USD) à Marrakech. Le prix moyen de l’assainissement ONEP était de 1,50 dirham par mètre cube en 2009.

#### Participation au premier établissement: PPE
Dans les zones urbaines une « participation au premier établissement » est payée aux opérateurs d’eau et d’assainissement lors de la création d’un branchement neuf. Le niveau de cette taxe dépend de la longueur du branchement mais aussi de la longueur de la façade de la maison en milieu urbain ou de la surface du terrain[réf. nécessaire]. Ces participations n’incluent pas les coûts des travaux de branchement qui doivent être payés par le demandeur en plus. Comme dans beaucoup de pays, ces frais ne couvrent pas non plus la plomberie intérieure de l’habitation. Les PPE sont une source majeure de financement pour les exploitants, surtout pour les régies. Mais parallèlement elles constituent parfois un obstacle au raccordement des habitations, malgré un étalement du recouvrement de cette redevance pouvant aller dans le cas des branchements sociaux jusqu’à 7 ans. Ces difficultés sont illustrées par l’exemple de Casablanca où un objectif initial de 10 000 branchements sociaux avait été fixé, dont seulement 1 250 ont été réalisés en 2006. Le programme INDH permet de renoncer à la PPE dans les quartiers très pauvres.
Les PPE moyennes varient de 220 à 500 USD pour l’eau et de 880 à 1 650 USD pour l’assainissement en 2004.
D’après une autre source en 2008 les PPE facturées par l’ONEP étaient seulement de 1 600 dirhams (environ 145 USD) La PPE de l'ONEP est beaucoup moins élevée que celle des régies[réf. nécessaire].

#### Part des dépenses d’un ménage
D'après les données du recensement de 1998/99, les dépenses totales pour l’eau et l’assainissement seraient de 84,8 dirhams par personne et par an dans les zones urbaines et 147,4 dirhams par personne et par an dans les zones rurales, soit 1,8 et 2,9 % des dépenses totales par habitant. Les tarifs en milieu rural sont donc nettement plus élevés qu'en milieu urbain.

### Recouvrement des coûts
Le recouvrement des coûts dans ce secteur demeure un défi. L’ONEP est théoriquement autonome financièrement à travers les revenus des ventes d’eau, mais reçoit 150 millions de dirham par an pour l’alimentation en eau des zones rurales et la moitié de ses investissements d’assainissement sont financés par le budget du gouvernement et des communes. Les régies comptent beaucoup sur la participation au premier établissement pour sécuriser leurs revenus.

### Investissements
Les investissements dans l’eau et l’assainissement ont considérablement augmenté entre 2003 et 2005. Dans les zones urbaines les investissements pour la distribution d’eau sont passés de 0,9 à 1,5 milliard de dirhams ; dans les zones rurales, les investissements dans la production ont augmenté de 0,3 à 0,6 milliard de dirhams, et dans l’assainissement de 1,1 à 2,8 milliards de dirhams. L’ensemble des investissements a donc doublé de 2,8 à 5,7 milliards de dirhams (337 à 687 millions de dollars). L’investissement par habitant dans l’eau et l’assainissement est de 21 USD par habitant par an, un niveau relativement élevé comparé à d'autres pays à revenu moyen[réf. nécessaire].

### Financement
Les investissements sont financés à la fois par le tarif, les subventions du gouvernement et la coopération internationale (dons et prêts bonifiés). Il existe aussi des subventions croisées (péréquation) au sein de l’activité. Par exemple le prix de vente en gros de l’eau par l’ONEP aux régies et aux concessionnaires est plus élevé que le coût de production. La différence est utilisée pour la subvention croisée de l’eau en milieu rural et de l’assainissement.
De même, d’après un rapport de la Banque mondiale de 2008, la distribution d’électricité serait surfacturée. Ces recettes supplémentaires serviraient en partie à financer les achats d'eau en gros de la part de l'ONEP, ce qui à son tour permet à l'ONEP de subventionner, dans les limites de ce financement, indirectement d'autres activités déficitaires.

## Coopération internationale
La coopération internationale joue un rôle important dans le secteur de l’eau et l’assainissement au Maroc. Les acteurs internationaux apportent à la fois des financements et de l’assistance technique. En 2002-03, la Banque africaine de développement, la Commission européenne, suivis de la Banque mondiale en 2007, ont apporté une aide budgétaire au gouvernement. Cette aide est liée à l’accomplissement de certaines réformes[réf. nécessaire]. Les principaux partenaires internationaux, en plus de ceux déjà nommés, sont l'Allemagne, la France, la Banque européenne d’investissement (BEI) et le Japon. La Belgique, la Banque islamique de développement, le Koweït, l’Espagne et les États-Unis apportent aussi une aide importante au secteur.
Les partenaires internationaux se regroupent de plus en plus pour financer des projets conjoints. Par exemple le PAGER démarré en 1995 a été appuyé par l’Allemagne, la Belgique, la France, l'Italie, le Japon, le Koweït, le Luxembourg, l’Union européenne et la banque mondiale. Un exemple plus récent est le financement du Programme national d’assainissement-ONEP par la France, l’Allemagne, la BEI et la Commission européenne.

### Allemagne
L’Allemagne a soutenu le secteur de l’eau au Maroc depuis le début des années 1980 et était parmi les premiers à soutenir les efforts du gouvernement marocain pour augmenter l’accès à l’eau dans les zones rurales et promouvoir l'assainissement dans les petits et moyens centres. L’aide allemande est gérée par la KfW pour ce qui est des projets d’investissements, la GIZ est chargée de l’assistance technique et InWent de la formation. En 2009, le montant total des projets approuvés par la KfW était de 407 millions d’euros. Tous sont réalisés par l’ONEP dans les petites villes et les zones rurales. La GIZ apporte une assistance à la SEEE et à trois des agences de bassin hydraulique (Tensift, Souss-Massa, and Oum er-Rbia). Le projet de 12 millions d’euros a démarré en 2007 et prévoit de se dérouler jusqu’en 2017.

### Banque africaine de développement
La Banque africaine de développement (BAD) a financé 9 projets d’eau potable au Maroc depuis 1978. Le montant total de ses investissements est de 180 millions USD jusqu’en 2006, au profit de 20 villes marocaines, en particulier Tanger. Les projets en cours sont tous sous la responsabilité de l’ONEP : 9 projets d’eau et d’assainissement, concernent la population rurale de 4 provinces et prévoient de traiter l’eau usée dans trois villes (Khouribga, Oued Zem et Boujaâd) et 10 projets d’eau potable approuvés en 2008 concernent Khénifra, Taounate, Settat, Marrakech et Tamesna ainsi que leurs banlieues. En 2003, la Banque africaine de développement a aussi financé un programme d’ajustement sectoriel[réf. nécessaire].

### Banque islamique de développement
En 2006, la Banque islamique de développement a accordé deux prêts de 270 millions de dirhams (environ 27 millions d’euros) pour l’alimentation en eau. Ces projets sont réalisés par l’ONEP.

### Banque mondiale
En 2009, les projets en cours de la Banque mondiale concernent un prêt de 60 millions USD accordé à l’ONEP en 2005 pour l’eau et l’assainissement et un don de 7 millions USD pour le partenariat global sur l'aide basée sur les résultats (GPOBA) qui vise à augmenter le raccordement à l’eau et à l’assainissement. La banque est aussi à l’origine d’un prêt de 100 millions de USD pour soutenir l'Initiative nationale pour le développement humain (INDH), dans lequel l’eau et l’assainissement sont un élément essentiel.
La Banque mondiale a également appuyé la politique sectorielle marocaine à travers une aide budgétaire de 100 millions USD approuvée en 2007. Elle a ainsi engagé neuf projets pour un montant total de 500 millions USD dans l’eau et l’assainissement au Maroc depuis 1972.

### Belgique
La coopération belge intervient au Maroc depuis 1965 et l'approvisionnement en eau potable est un pilier de cette coopération. La coopération belge dans le secteur s'est concentrée dans le Sud du pays dans la zone Souss-Massa-Drâa et à Tafilalet. Depuis 2006 la coopération belge appuie également l'assainissement liquide dans cette zone. En 2009 la Belgique a doublé son enveloppe budgétaire pour la coopération avec le Maroc à 80 millions d'euros pour quatre ans, en gardant sa concentration sur le secteur de l'eau comme un de deux secteurs prioritaires. La présence dans la région du Souss-Massa-Drâa sera maintenue tout en augmentant les activités dans les régions de l’Oriental et du Nord.

### Espagne
Le gouvernement espagnol soutient plusieurs projets d’eau et d’assainissement au Maroc, principalement dans le Nord du pays, incluant un projet de 15 millions d’euros réalisé par l’ONEP dans les provinces de Alhucemas, Nador, Taunat et Tazaand qui a démarré en 2006. Au niveau de la gestion des ressources en eau, l’Espagne avait des partenariats avec l’Agence du Bassin Hydraulique de la Molouya en 2006-2007 et l’Agence du Bassin Hydraulique Loukkos entre 2003 et 2009.

### États-Unis
USAID a soutenu l’agence de bassin hydraulique du Souss-Masa entre 1999 et 2005.

### France
L’eau et l’assainissement est un secteur privilégié de coopération entre la France et le Maroc depuis 1992. En 2007, l’Agence française de développement (AFD) avait investi 130 millions d’euros dans l’eau et 145 millions dans l’assainissement. L’AFD est à la fois partenaire de l’ONEP dans des projets d’adduction d’eau et d’assainissement en zone semi-rurale (Tinghir, Kahf N’Sour, Beni Chicker, Goulmima, Souk El Harbe, Had Kourt) et de plusieurs grandes régies, en particulier Agadir et Oujda[réf. nécessaire]. À Nador, l’AFD participe au projet de l’ONEP en vue d’assainir la plus grande lagune de Méditerranée. La gestion de la lagune est faite en s’inspirant des contrats de baie français dans lesquels tous les acteurs concernés travaillent ensemble sur un objectif commun[réf. nécessaire].

### Japon
Depuis 1994, JBIC a accordé 3,6 milliards de dirhams de prêt à l’ONEP. En 2008, JICA a donné une subvention de 13,6 milliards de yen (environ 90 millions d’euros) pour financer l’eau potable dans les provinces de Chefchaouen, Taounate et Khénifra. Ce projet concerne 408 villages (douars) pour une population de 241 335 habitants et se déroulera jusqu’en 2013. C’est le financement le plus important apporté par le Japon à l’ONEP.

### Union européenne
L’Union européenne finance le secteur de l’eau au Maroc à travers des dons de la Commission européenne et des prêts de la Banque européenne d’investissement (BEI). La Commission européenne apporte des dons à travers la facilité d'investissement pour le voisinage (FIV) en partenariat avec des institutions financières publiques européennes tels que la BEI, l'AFD et la KfW. En 2002 la Commission a également financé une aide budgétaire pour le soutien de la politique sectorielle de l’eau au Maroc et en particulier la protection de la ressource en eau. Les objectifs du programme étaient l’application de la loi sur l’eau de 1995, la réduction du budget d’État et l’amélioration de l’efficacité du secteur et des institutions[réf. nécessaire]. Deux autres dons ont été accordées en 2008 (330 millions de dirhams) et en novembre 2010 (550 millions de dirhams) sous forme d'aide budgétaire pour le secteur d'assainissement.
La BEI a participé à des projets d’eau et d’assainissement dans 6 grandes villes (Marrakech, Settat, Meknes, Agadir, Oujda et Fes), ainsi que de nombreux petits centres. Entre 1997 et 2006, ils ont effectué 10 prêts pour un montant total de 283 millions d’euros. En 2006, un prêt de 40 millions d’euros a été attribué à l’ONEP pour la dépollution du bassin de Sebou, la rivière la plus polluée du Maroc qui traverse Fès et Meknes. En 2002, en parallèle avec le don de la Commission européenne, la BEI a accordé un prêt de 120 millions d’euros pour le soutien de la politique sectorielle de l’eau.